# Елизаветинская драма
Елизаветинская драма — эпоха (период с 80 — 90-х гг. XVI в по 20-е гг. XVII в.) подъёма английского драматического театра. По традиции этот период связывают с творчеством Шекспира. Однако не меньшую роль в развитии английского театра сыграли и другие авторы, работавшие в драме как до Шекспира, так и после него.
Историки театра выделяют три основных этапа развития английской драмы конца XVI — первой половины XVII века: ранний (конец 80-х годов XVI в. — начало XVII в.), зрелый (начало XVII в. — начало 20-х годов) и поздний (начало 20-х годов до закрытия театров в 1642 году). В британской традиции принято деление истории театра эпохи на три периода: елизаветинский, яковистский и карлистский — по именам королей, правивших Англией в те годы.

## Истоки английской драмы эпохи Возрождения и раннего Барокко
Английский театр родился из сочетания трансформированных народной (воплощённой в мистерии — религиозной дидактической пьесе) и учёно-гуманистической (с опорой на античность) традиций, светского сюжета (моралите), живого отклика на современные события и профессиональной игры актёров.
Народное театральное искусство в средние века пользовалось наибольшей популярностью в Англии, Франции и Германии. Постановкой мистерий, основного жанра средневекового театра, в Англии занимались ремесленные гильдии. Это были незамысловатые анонимные пьесы на религиозные сюжеты, представлявшие эпизоды из Священного писания, их создавали священники или монахи. Пьесы разыгрывались в большие праздники с начала XIV столетия и до Реформации, в городах укоренились традиции народной драмы. По дошедшим до нашего времени циклам пьес (их четыре — Честерский, Йоркский, Уэйкфилдский и Ковентрийский) исследователи имеют возможность восстановить традиции английского театра эпохи, предшествовавшей Возрождению. Театральные представления в ту эпоху назывались «играми» (play), оно до сих пор в английском языке обозначает театральное представление.
Позднее появились моралите — форма светской пьесы, в которой посредством аллегории преподаётся нравственный урок. В моралите человеческие недостатки и достоинства были персонифицированы, среди персонажей встречаются Зло, Удовольствие, Стойкость, Мудрость. Разновидностью моралите являлась интерлюдия — жанр наблюдения за повседневной жизнью, короткая развлекательная пьеса, которая игралась в перерывах больших представлений. С течением времени интерлюдия превращается в аристократическую форму моралите более изысканную, чем представления для простого люда. С Реформацией в моралите появляются созвучные этому бурному времени сюжеты политические и религиозные. В «Интерлюдии Божественного промысла» её автор Бойл поднимает вопросы свободной воли и добродетели. «Интерлюдия…» напоминает проповедь, но отличается от сухих и дидактичных средневековых моралите тщательностью отделки.
В последней четверти XVI века на фоне побед над внутренними и внешними врагами и устранения угрозы протестантской короне происходит окончательное объединение нации. Развитие промышленности и торговли, личного предпринимательства приводит к укреплению нового класса — буржуазии. В это время появляется новая форма искусства, доступная всем слоям населения — публичный театр.

## Актёры
Бродячие актёрские труппы были немногочисленны и состояли только из мужчин, женские роли исполняли юноши. По ходу пьесы один актёр мог исполнять три-четыре роли. Представления давались на постоялых дворах или в сооружениях типа шапито — сохранился чертёж подобного сооружения для моралите «Замок Стойкости», датируемый XV веком. Нередко актёры приглашались в замки аристократов. Наиболее успешные актёрские труппы заручались покровительством знатных людей — это спасало от обвинений в попрошайничестве и бродяжничестве. Такие актёры имели право носить ливреи с цветами аристократа и именовались его слугами. По закону, принятому в 1572 году, только такие актёрские труппы имели право на существование.

## Устройство английских театров

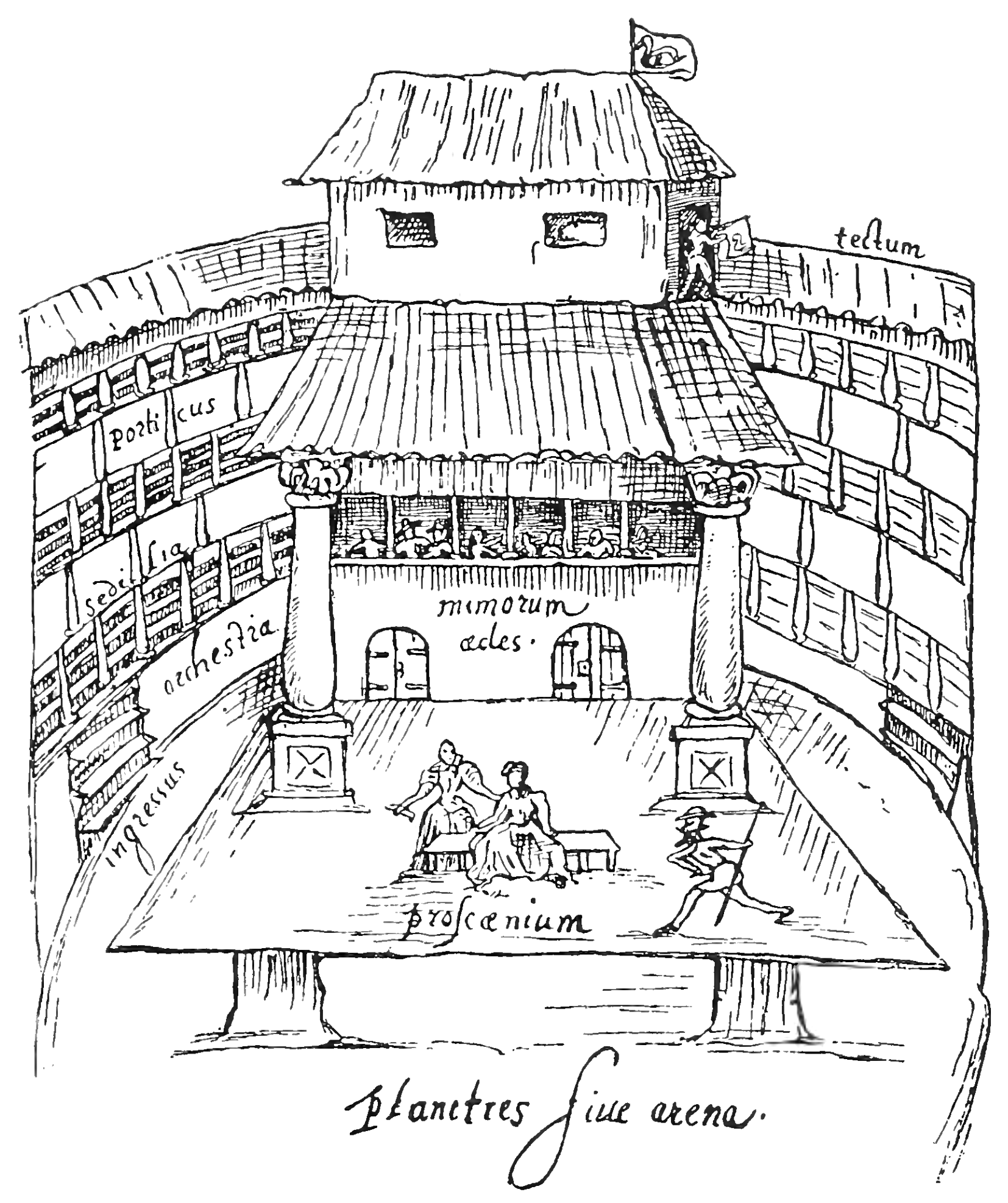
Театр «Лебедь». 1596. Единственное изображение внутреннего устройства елизаветинского театра, дошедшее до наших времён

Гостиничные дворы того времени обычно представляли собой здание, со внутренним двором, обнесенное по второму этажу открытым ярусом-балконом, по которому располагались комнаты и входы в них. Бродячая труппа, въехав в такой двор, у одной из стен устраивала сцену; во дворе и на балконе располагались зрители. Сцена устраивалась в виде дощатого помоста на козлах, часть которого выходила на открытый двор, а другая, задняя, оставалась под балконом. С балкона опускалась завеса. Сцена покрывалась крышей и представляла собой три площадки: передняя — впереди балкона, задняя — под балконом за завесой и верхняя — собственно балкон над сценой. Этот же принцип положен и в основу переходной формы английского театра XVI — начала XVII веков.
Гостиничный двор выступает в роли зрительного зала. Такой открытый, не имеющий крыши зрительный двор, обносился галереей или двумя галереями.
Первое общедоступное, постоянное, специально предназначенное для демонстрации пьес здание в Лондоне появилось в 1576 году за городской чертой (так как в пределах города устраивать театры было запрещено) в Шордиче. Театр, получивший название «Театр», был построен Джеймсом Бёрбеджем по образу гостиничного двора, где давали свои представления труппы бродячих актёров. В «Театре» играла труппа «слуги лорда-камергера», руководимая сыном Джеймса Бёрбеджа Ричардом. В 1598 году владелец земли, на которой располагался «Театр», повысил арендную плату. Здание было разобрано, строительный материал использовали для сооружения нового театра, получившего название «Глобус», на другом берегу Темзы.
К 1592 году в Лондоне было уже три театра. Все они располагались за пределами города: городской совет, в котором были сильны позиции фанатически настроенных пуритан, считал театры рассадниками чумы, кроме того они были местом сбора большого количества публики, не всегда благонадёжно настроенной. Театральные представления порицались блюстителями нравов за то, что отвлекали людей от работы и посещения церкви.
Но сама королева любила театр и городским властям приходилось с этим мириться. Спектакли давались в общедоступных театрах под тем предлогом, что актёрам надо репетировать пьесы перед вызовом к королевскому двору. Выступления при дворе были престижны, но основной доход приносили именно общедоступные театры.
Театр был популярным развлечением не только аристократов, но и низших слоёв общества. Успех драмы как зрелища объясняется формой, заимствованной у народных представлений, обращением к чувству патриотизма публики, злободневностью: события, волновавшие зрителей, не раз становились сюжетом представления.

## Драматурги — предшественники и современники Шекспира
Драма в это время не рассматривалась как «литература». Драматург за авторством не гнался, да и не всегда это было возможно. Традиция анонимной драмы шла от Средневековья через бродячие труппы и продолжала ещё действовать. Так имя Шекспира появляется под названиями его пьес только в 1593 году. Пьесы не предназначались для печати, создавались они исключительно для сцены. Значительная часть драматургов елизаветинской эпохи была прикреплена к определенному театру и брала на себя обязательство доставлять этому театру репертуар. Конкуренция трупп требовала огромного количества пьес. За период с 1558 по 1643 год количество их исчисляют в Англии цифрой свыше 2 000 названий.
Очень часто одну и ту же пьесу использовал ряд трупп, переделывая каждую на свой лад, приспособляя её к своему составу исполнителей. Анонимное авторство исключало литературный плагиат, и речь могла идти только о «пиратских» способах конкуренции, зачастую пьесы крали «на слух», по приблизительной записи во время представления. И в шекспировском творчестве известен ряд пьес, в которых использованы сюжеты ранее существовавших драм. Таковы, например, «Гамлет», «Король Лир» и другие.
Публика имени автора пьесы и не требовала. Это в свою очередь вело к тому, что написанная пьеса являлась только «основой» для спектакля, авторский текст во время репетиций переделывался как угодно. Выступления шутов авторы часто обозначают ремаркой «говорит шут», предоставляя содержание шутовской сцены театру или импровизации самого шута. Автор продавал свою рукопись театру и в дальнейшем уже никаких авторских претензий и прав на неё не заявлял. Весьма распространена была совместная и тем самым очень быстрая работа нескольких авторов над одной пьесой, например, одни разрабатывали драматическую интригу, другие — комическую часть, выходки шутов, третьи изображали всякого рода «страшные» эффекты, которые были тогда очень в ходу, и т. д.
Как ни сильно было влияние на развитие драмы национальных форм театра и народных преданий, несомненно и воздействие традиции античности. Система образования в то время включала в себя и знакомство с античной комедией и трагедией (Плавт, Сенека). В школах и университетах пьесы писались и разыгрывались учениками и преподавателями. Первые пьесы елизаветинского театра были созданы любителями — воспитанниками школ барристеров (Судебных Инн) в Лондоне. Трагедия «Горбодук» (1561) с сюжетом из «Истории бриттов» Гальфрида Монмутского о противостоянии королевских сыновей, закончившемся гражданской войной, создана Томасом Нортоном и Томасом Сэвилом для постановки в Иннер Темпл — одной из школ барристеров. Это первое драматическое произведение, написанное белым стихом, изобретённым графом Сурреем.
Из античной драмы в английский театр пришёл хор или персонаж, которому приданы функции хора. Например, в «Горбодуке» подобно пьесам Сенеки, предназначенным для чтения, об ужасах гражданской войны, происходящих вне сцены, рассказывается, а в «Генрихе V» хор извиняется за то, что театр «Глобус» не может показать события в подлинном масштабе. Отсутствие постановочных эффектов и декораций заставляло уделять бо́льшее внимание содержанию пьесы и игре актёров, что дало дополнительный стимул к развитию драматического искусства.
Драма стала способом зарабатывания денег для людей с университетским образованием, которые по тем или иным причинам не могли сделать светскую или церковную карьеру. Так первыми английскими драматургами стали памфлетисты Грин, Нэш, Пил, Кид, писавшие народные драмы. В отличие от них Джон Лили создавал изящные утончённые комедии, которые ставились в основном при дворе. Для развлечения зрителей он первым из елизаветинских драматургов начал вставлять в пьесы, написанные рифмованным стихом, небольшие прозаические интермедии, представлявшие собой остроумные диалоги. Благодаря роману Лили «Эвфуэс» в моду вошёл вычурный язык, на котором говорила придворная аристократия. Этим же сложным языком написаны драмы елизаветинского театра.
Автор писал пьесу для труппы, чьей собственностью и становился труд драматурга. С этого момента автор не мог контролировать своё произведение — передача его третьим лицам, постановка, изменения, публикация, — всё это совершалось без его согласия. Пиратство издателей наносило серьёзный ущерб театрам. Рукописи пьес либо выкрадывались, либо на представление приходили специально нанятые люди и записывали текст, причём часто смысл произведения искажался до неузнаваемости.
Добиваясь эффектности действия, драматурги увеличивали число действующих лиц, сочиняли множество вставных эпизодов, порождающих сюжетную путаницу, поступались правдоподобием. Нередко ради успеха в представления включались сцены жестокости, насилия.

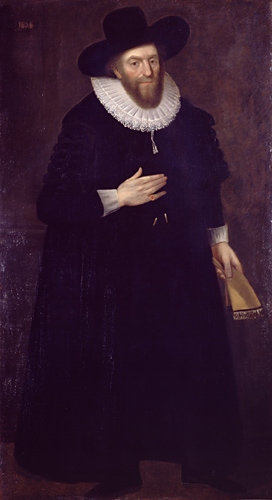
Актёр Эдуард Аллен. Прославился как исполнитель главных героев в пьесах Марло.

С пьесами Кристофера Марло на английской сцене впервые появляется настоящий драматический герой — сильная яркая личность, обуреваемая страстями. Марло покончил с сюжетной неразберихой, царившей на английской сцене — в «Тамерлане» (1586) он вводит единство действия. Но главное достоинство драм Марло в поэтическом языке, прекрасном и лирической проникновенностью и пафосной риторикой. Благодаря Марло елизаветинская драма обрела свободу и многообразие выражения: трагедия «Тамерлан» написана пятистопным нерифмованным ямбом, — размером, чрезвычайно подходящим для английского языка, бедного на рифмы. Рифма теперь используется лишь во вставных эпизодах, прологах и эпилогах, для выделения некоторых частей пьесы.
К концу эпохи, в начале XVII века, уже начинает пробиваться на сцену литературная драма. Отчуждённость между «учёными» авторами, светскими «дилетантами» и профессиональными драматургами становится все меньше. Литературные авторы (например, Бен Джонсон) начинают работать для театра, театральные драматурги в свою очередь все чаще начинают печататься. Теперь драма ориентировалась на вкус более привередливого и просвещённого зрителя. В правление Якова I среди знати был очень популярен театр масок. В качестве актёров в спектаклях при дворе и в домах аристократии выступали придворные, на сцену допускались и женщины. Представления театра масок оформлялись с размахом: роскошные костюмы и декорации создавались по эскизам «английского Палладио» — Иниго Джонса. Он изобрёл машину, вращающую сцену (machina versatilis), создал первую в Англии арку просцениума. Из драматургов, писавших для общедоступных театров в жанре масок долгие годы успешно работал Бен Джонсон. Такие пьесы щедро оплачивались при том, что обычный гонорар драматурга за пьесу для городского театра составлял 6—7 фунтов. В правление Карла I уже немного пьес писалось именно для общедоступных театров, — их репертуар составляли произведения, созданные в предыдущие годы.

## Поздний период
С конца 90-х годов XVI века наряду с общедоступными (открытыми) театрами возобновили свою деятельность так называемые закрытые театры. В них играли дети (мальчики), получившие музыкальное образование в хоровых капеллах. Публика, посещавшая эти театры, билеты в которых были гораздо дороже, а количество мест меньше, чем в общедоступных, принадлежала большей частью к обеспеченным слоям населения. Ещё в первом десятилетии XVII века между закрытым и открытым театрами различия были не очень заметны: в них ставились одни и те же пьесы, одни и те же драматурги писали для обоих видов театров. Однако позднее начался процесс разделения английской драмы на фоне поляризации общества, отразившейся также и на культуре. Вместе с елизаветинской Англией угас и энтузиазм, сплотивший когда-то все слои общества. Кавалерам (приверженцам короля) противостояли пуритане, наиболее суровые из которых отрицали всю светскую культуру как порочную. 20-е — 30-е годы ознаменовались усилением аристократизации театра.
Повлиял на английскую драму и кризис идей Возрождения. Ощущение разрушения ренессансных идеалов, антропоцентрической модели Вселенной, распада привычного мира, усилили новые научные и географические открытия. Художники того времени, каждый по-своему, пытались найти новое место человека в окружающей его среде, подчас враждебной ему. Теперь в поле зрения был не только внутренний мир отдельной личности, но и её взаимоотношения с обществом.
По мнению исследователей, наиболее значимым из младших современников Шекспира в английском театре был Бен Джонсон. Свои представления о развитии английской драмы он оставил в заметках и предисловиях к пьесам. Его понимание драматургии, — здесь он следовал за идеями Филипа Сидни, высказанными в «Защите поэзии», — близко к эстетике классицизма, хотя Джонсон не избежал и влияния маньеризма. Он критиковал английский театр за отрыв от жизненных реалий, отсутствие рационального начала и общественно-воспитательной функции. В соответствии с разработанной им «теорией юморов», Джонсон в своих комедиях упростил изображение характеров действующих лиц, всячески выделяя одну, основную черту, вносящую дисгармонию в личность человека. Отойдя от многогранности человеческого характера, он добивался сатирической остроты и достигал максимального обобщения в образах персонажей. Даже в трагедиях Джонсона есть сатирическое начало: несмотря на то, что он как знаток античности, с большой точностью воссоздавал на театральных подмостках Древний Рим, его «Падение Сеяна» и «Заговор Катилины» обращены к современному зрителю.